# Sai Ying Pun (stacja MTR)
Sai Ying Pun (chiński: 西營盤) – jedna ze stacji MTR, systemu szybkiej kolei w Hongkongu, na Island Line. Została otwarta 29 marca 2015. 
Znajduje się na wyspie Hongkong w obszarze Sai Ying Pun, w dzielnicy Central and Western.